# جون بارك (جراح)
جون بارك (بالإنجليزية: John Park)‏ هو جراح أمريكي، ولد في 1814، وتوفي في 1872.